# مقاطعة غارفين (أوكلاهوما)
مقاطعة غارفين (بالإنجليزية: Garvin County)‏ هي إحدى مقاطعات ولاية أوكلاهوما في الولايات المتحدة الأمريكية.